# Russula ochroleuca
Russula ochroleuca (Christian Hendrik Persoon, 1801 ex Elias Magnus Fries, 1838), denumită în popor oiță galbenă, vinețică galbenă sau bureți galbeni, este o  specie de ciuperci comestibile din încrengătura Basidiomycota în familia Russulaceae și de genul Russula care coabitează, fiind un simbiont micoriza (formează micorize pe rădăcinile arborilor). Ea se poate găsi în România, Basarabia și Bucovina de Nord oriunde pe sol acru, crescând izolată sau în grupuri mai mici mai ales prin păduri de conifere și mixte sub molizi, dar și sub brazi argintii sau pini de pădure, mai rar în cele foioase, acolo pe lângă  fagi și mesteceni. Buretele apare destul de des, de la câmpie la munte, din (mai) iunie până în noiembrie. Epitetul speciei este derivat din cuvintele greci (greacă ώχρα=ocru) și (greacă Λέουκα=alb).

## Taxonomie
Primul care a descris specia a fost (Christian Hendrik Persoon în volumul 2 al operei sale Synopsis methodica Fungorum din 1801. Apoi, în 1838, renumitul savant Elias Magnus Fries a redenumit soiul sub numele până în prezent valabil (2018) Russula ochroleuca, de verificat în cartea lui Epicrisis systematis mycologici, seu synopsis hymenomycetum. Toate celelalte încercări de redenumire sunt valabile sinonim, dar, fiind nefolosite, sunt de neglijat. 

## Descriere

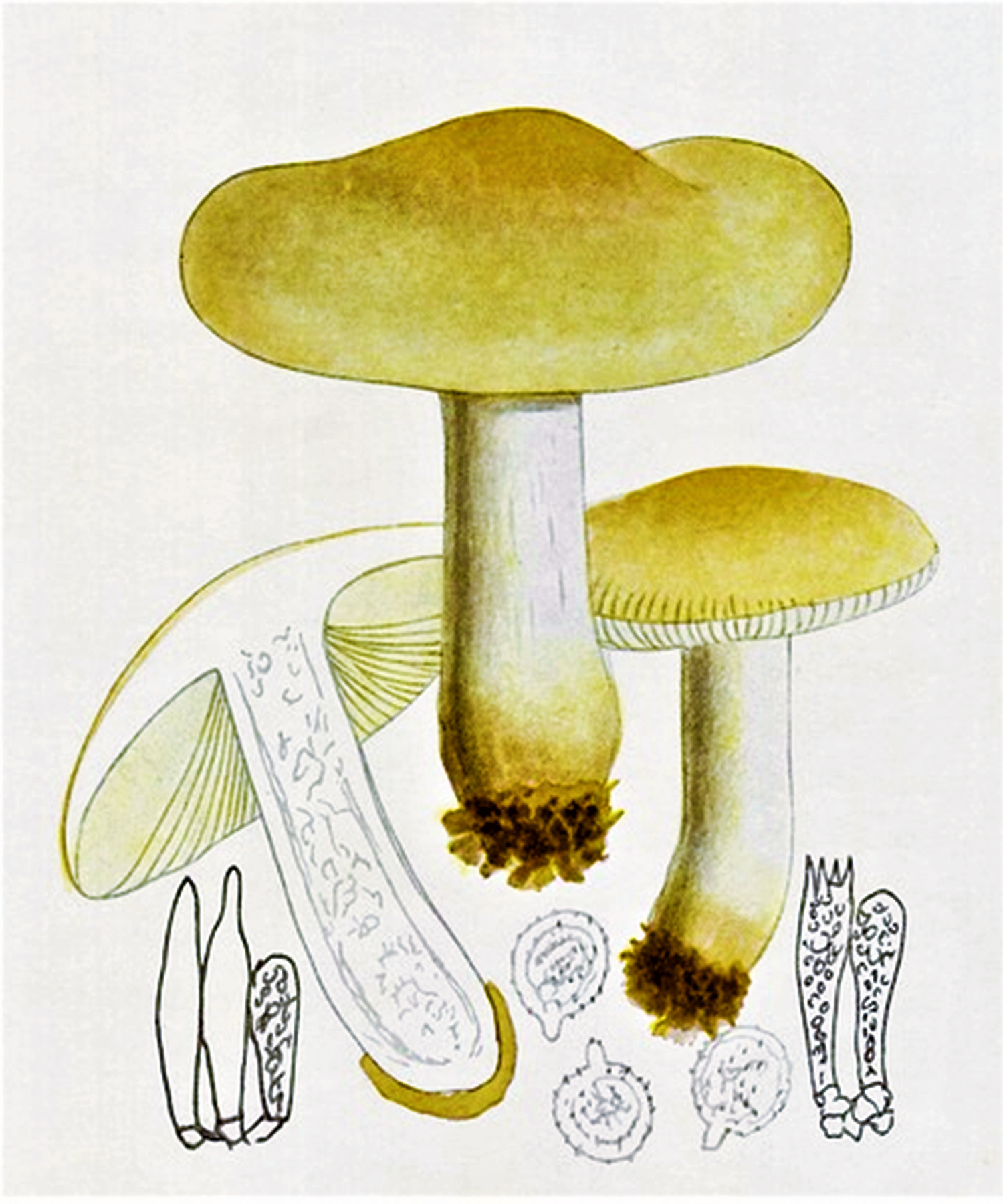
Bres.: Russula ochroleuca

- Pălăria: este de mărime medie pentru ciuperci plin dezvoltate cu un diametru de aproximativ 5-12 cm, inițial semisferică cu marginea răsfrântă spre picior, apoi boltită, aplatizând la maturitate din ce în ce mai mult precum adâncită în centru, la bătrânețe cu margini răsucite în sus. Cuticula care poate fi cojită pe jumătate, este netedă și mată, doar la umezeală lucioasă, chiar lipicioasă, nefiind striată radial la periferie. Coloritul pălăriei diferă ceva: inițial galben ca mierea până galben-ocru, devine cu maturitatea adesea galben-verzui, adesea cu nuanțe măslinii, decolorându-se la bătrânețe.
- Lamelele: ele stau dens, sunt subțiri și de aceeași lungime, ușor rotunjit-bombate precum aderate la picior. Ele sunt pentru mult timp albe, îngălbenind mai târziu, în vârstă cu pete maronii pe muchii.
- Piciorul: are o înălțime de 4-7 cm și o lățime de 1,5-2,5 cm, fiind cilindric cu baza ușor îngroșată, cărnos, compact, în tinerețe plin, la maturitate complet împăiat, căpătând alveole și devenind spongios. Tija este inițial de obicei albă îngălbenind la secete sau bătrânețe, dezvoltând tonuri maronii spre bază.
- Carnea: este densă și compactă, la bătrânețe moale, cu un miros slab fructuos și gust picant, nu rar ceva iutișor. Coloritul este alb, devenind gri la umezeală.[3][4]
- Caracteristici microscopice: are spori cu o mărime de 6,8–9,3 × 6,1–7,9 microni, aproape rotunzi și verucoși cu țepi de o lungime până la 1,25 microni, pulberea lor fiind albicioasă. Basidiile cu în mod normal 4 spori măsoară  38–55 × 10–13, sterigmele 10–12,5 microni.[7]
- Reacții chimice: Carnea se colorează cu anilină la început galben de lămâie, devenind cu timpul închis portocaliu, cu anilină de fenol repede roșu, apoi negru, cu fenol mai întâi roșiatic, apoi brun, cu sulfoformol încet albastru-verzui, baza piciorului cu Hidroxid de potasiu ocru, carnea cu lactofenol brun-roșiatic, cu naftolul α albastru, cu sulfat de fier gri-roz și cu tinctură de Guaiacum albastru-verzui.[8][9]

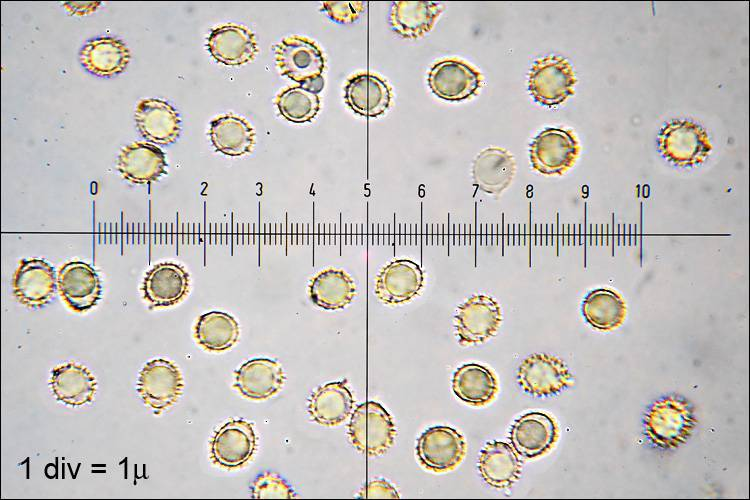
R. ochroleuca, spori
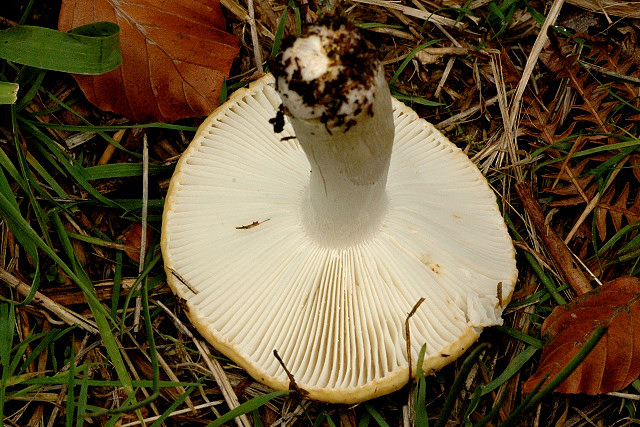
R. ochroleuca, lamele și picior
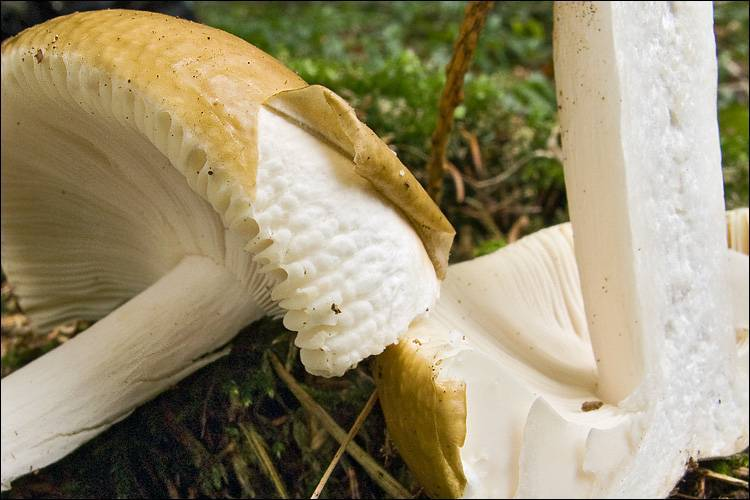
R. ochroleuca, secțiune
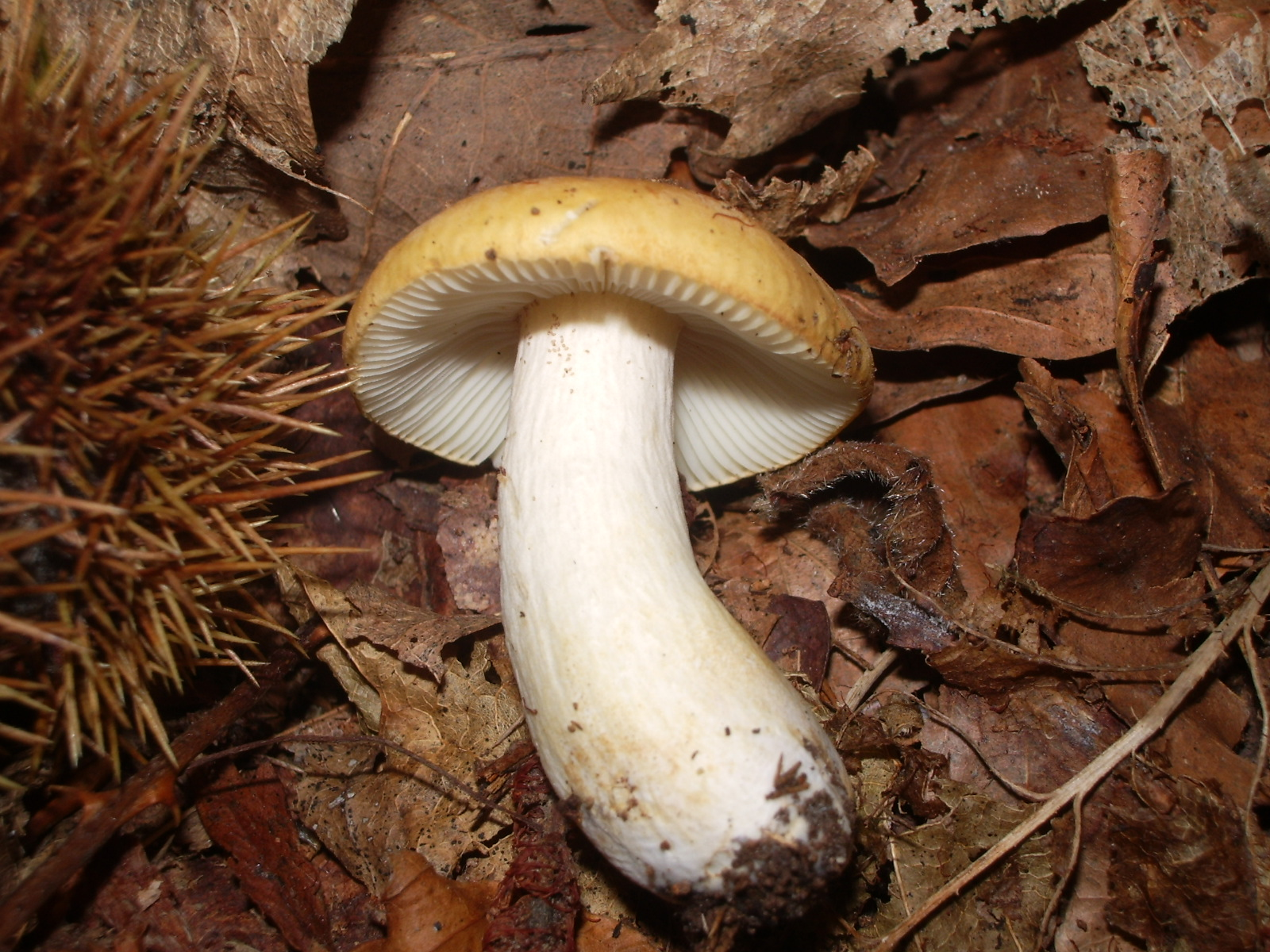
R. ochroleuca tânără
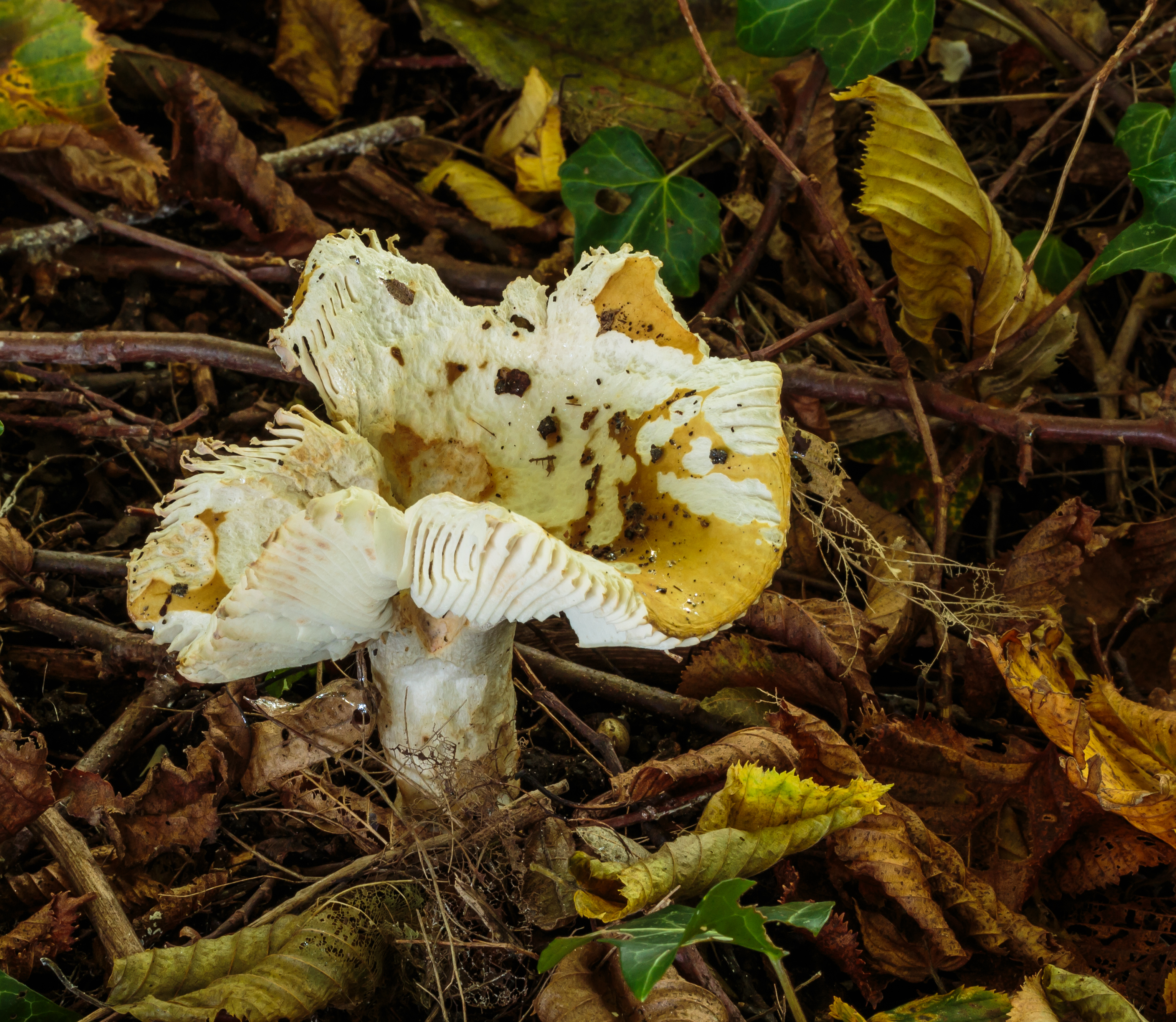
R. ochroleuca bătrână

## Confuzii
Vinețica galbenă poate fi confundată cu alte soiuri ale genului, cum sunt de exemplu Russula aeruginea (comestibilă), Russula claroflava (comestibilă), Russula decolorans (comestibilă), Russula fellea (necomestibilă), Russula foetens (necomestibilă), Russula grata sin. Russula laurocerasi (necomestibilă), Russula integra (comestibilă), Russula mustelina (comestibilă), Russula puellaris (comestibilă, Russula puellaris (comestibilă), Russula risigallina sin. Russula lutea sau Russula subfoetens (necomestibilă). sau Russula vesca (comestibilă).

## Ciuperci asemănătoare

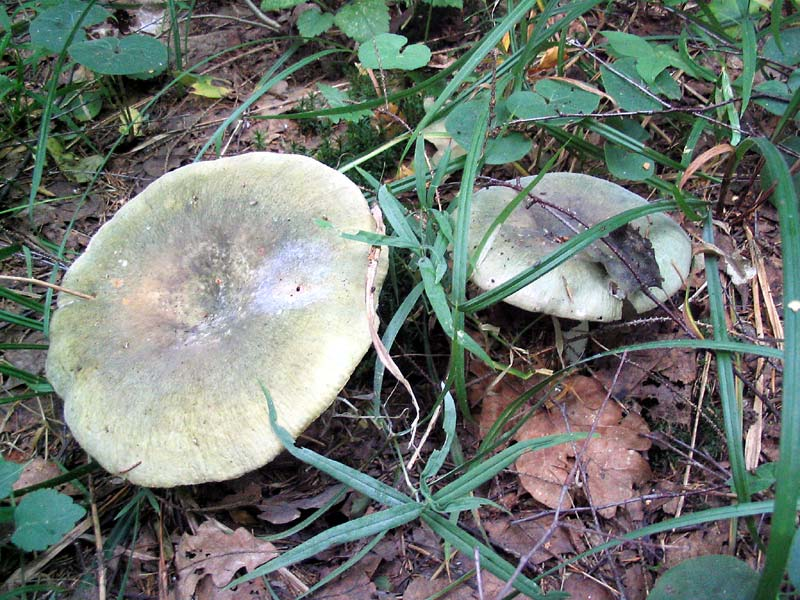
Russula aeruginea
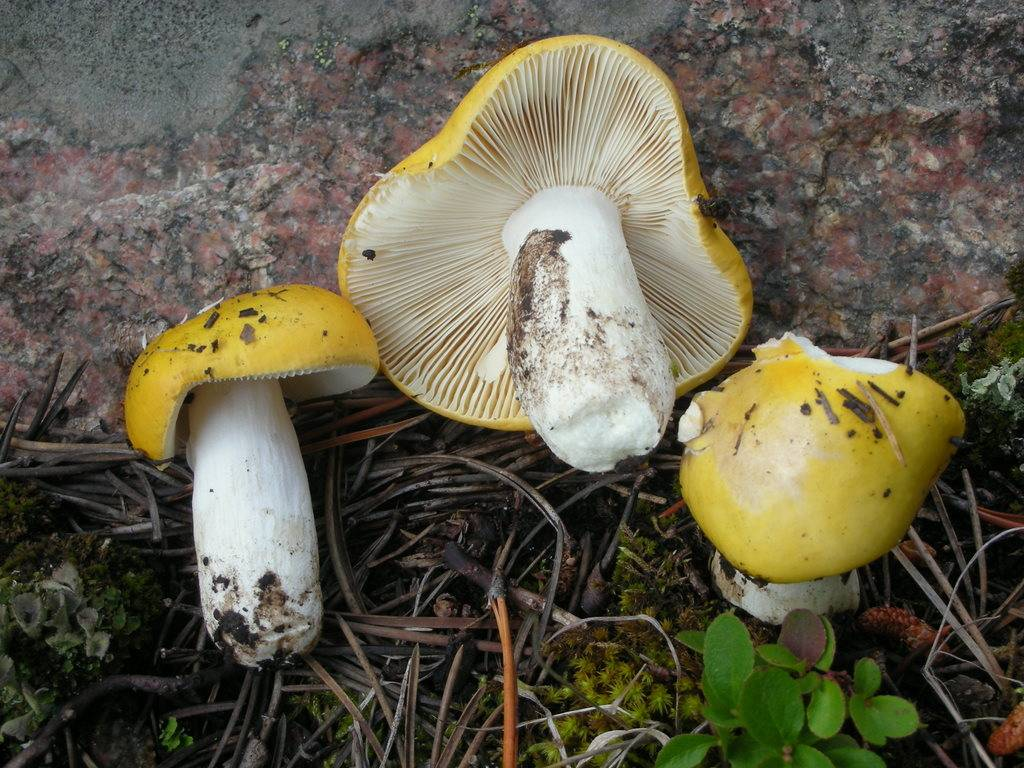
Russula claroflava
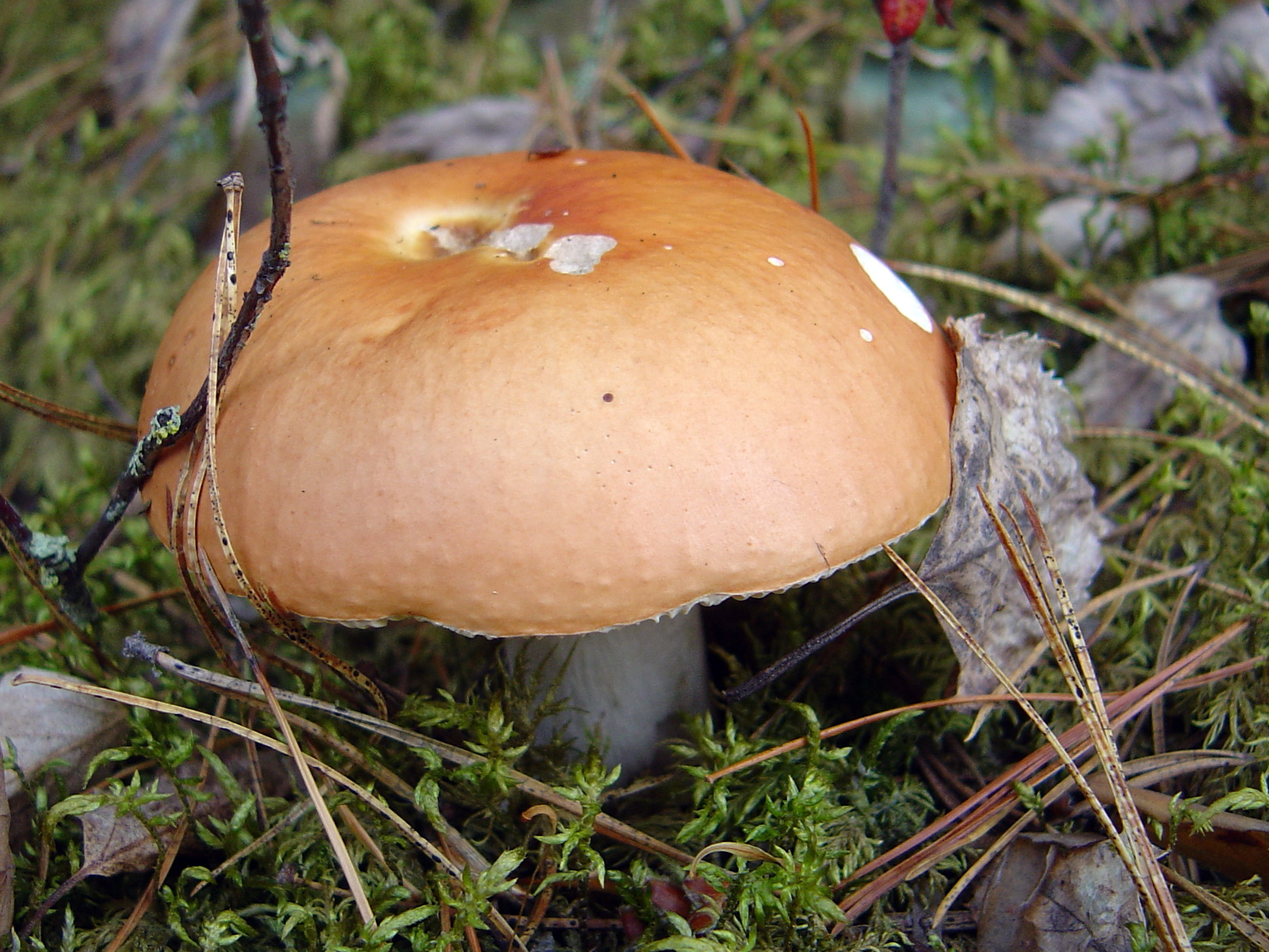
Russula decolorans
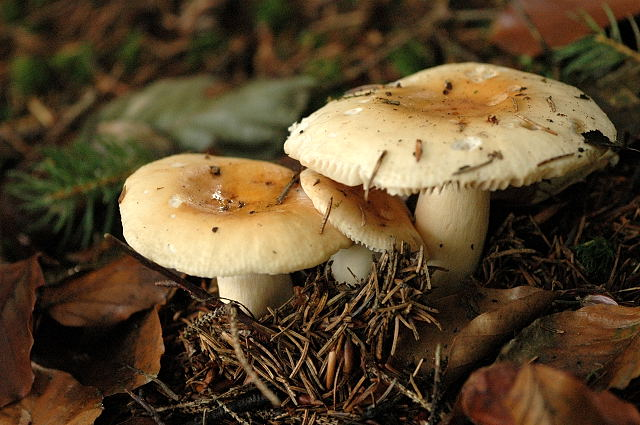
!Russula fellea!
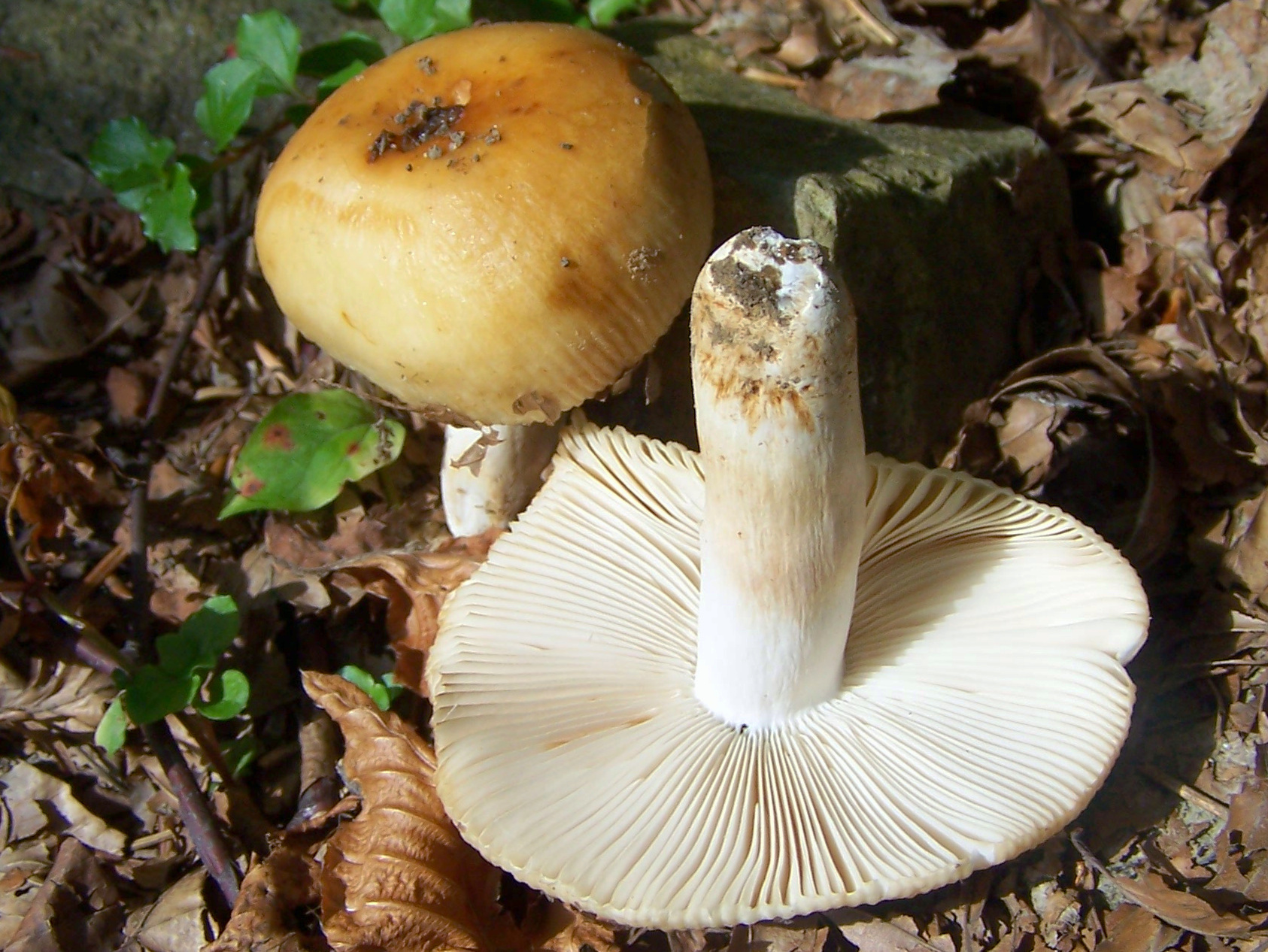
!Russula foetens!
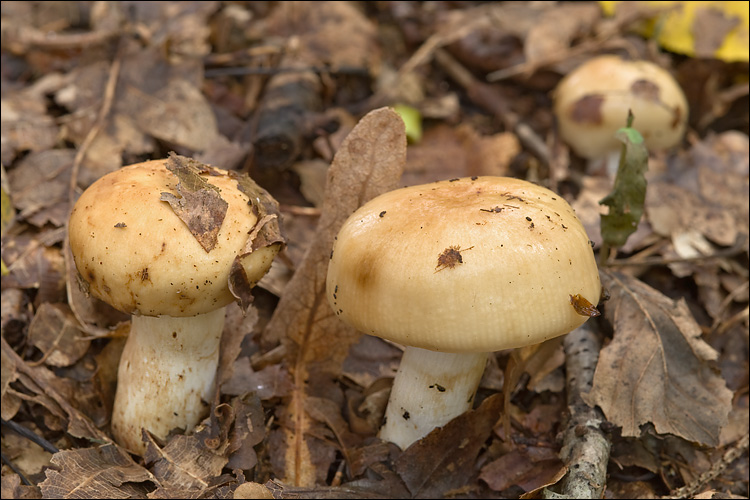
!Russula grata sin. laurocerasi!
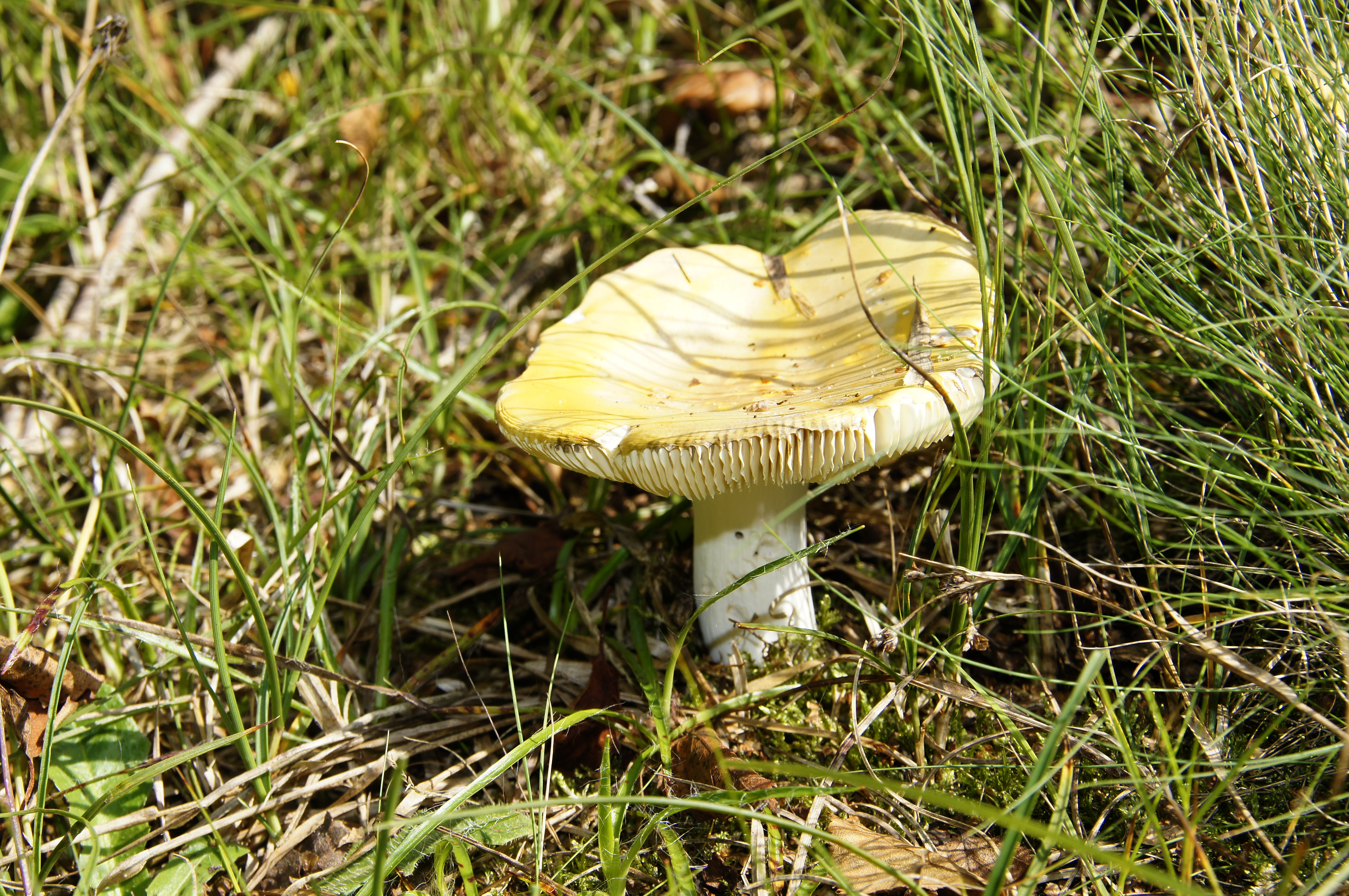
Russula integra

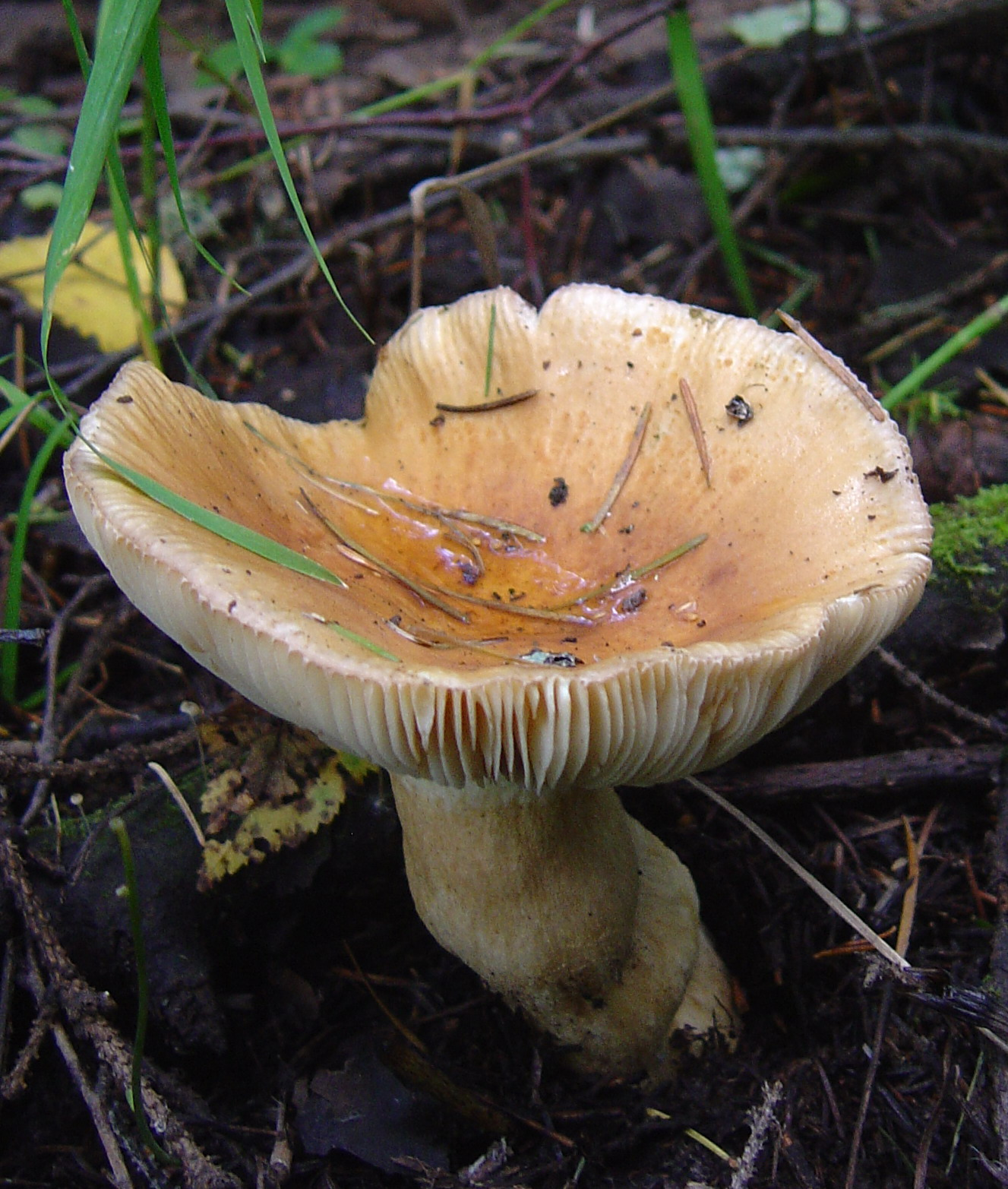
Russula mustelina
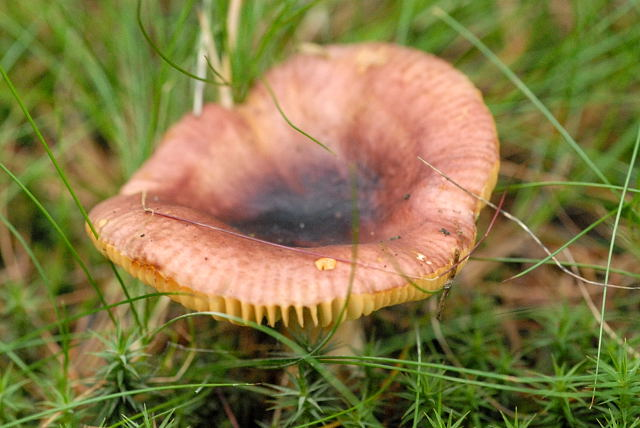
Russula puellaris
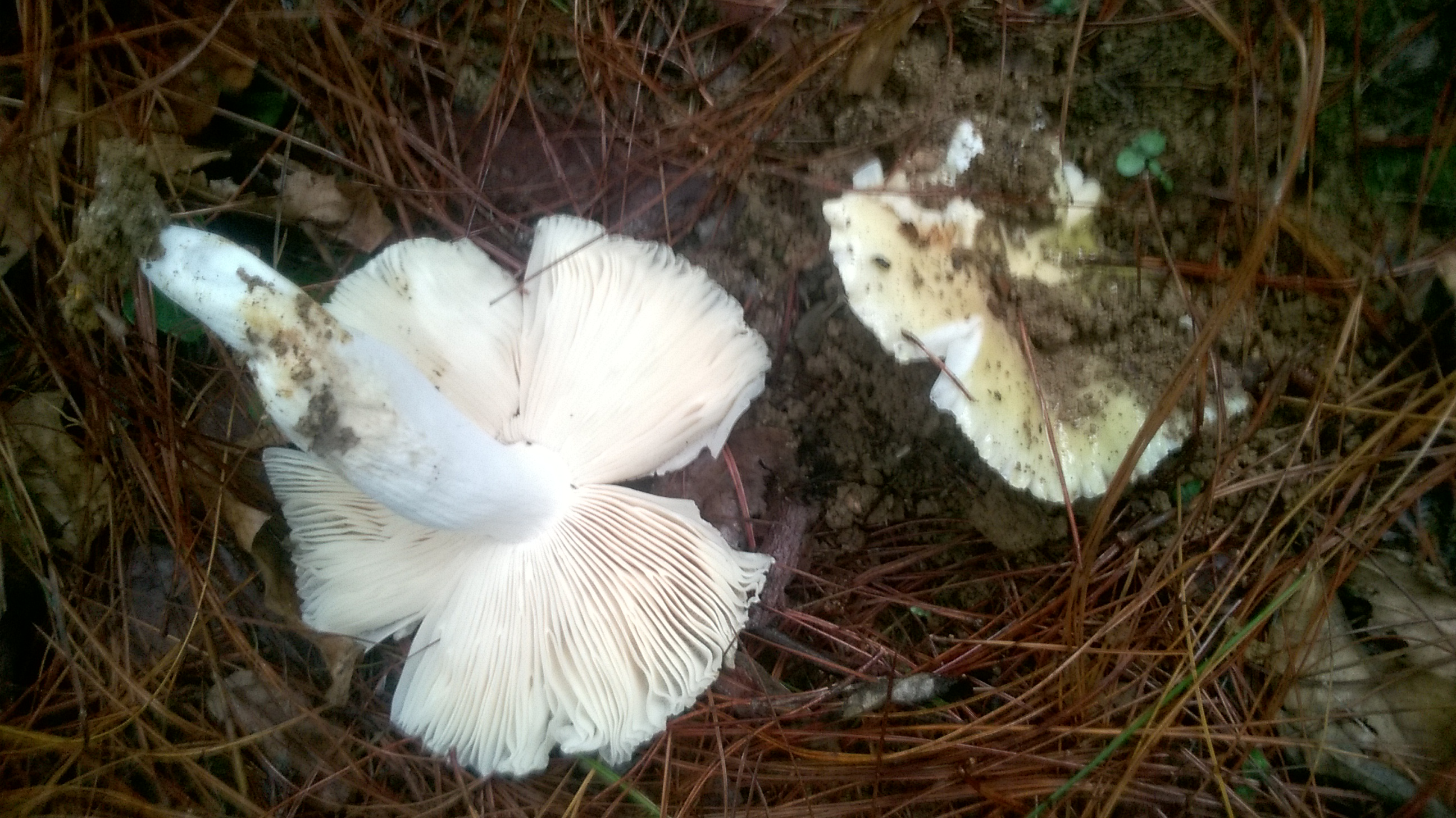
Russula risigallina
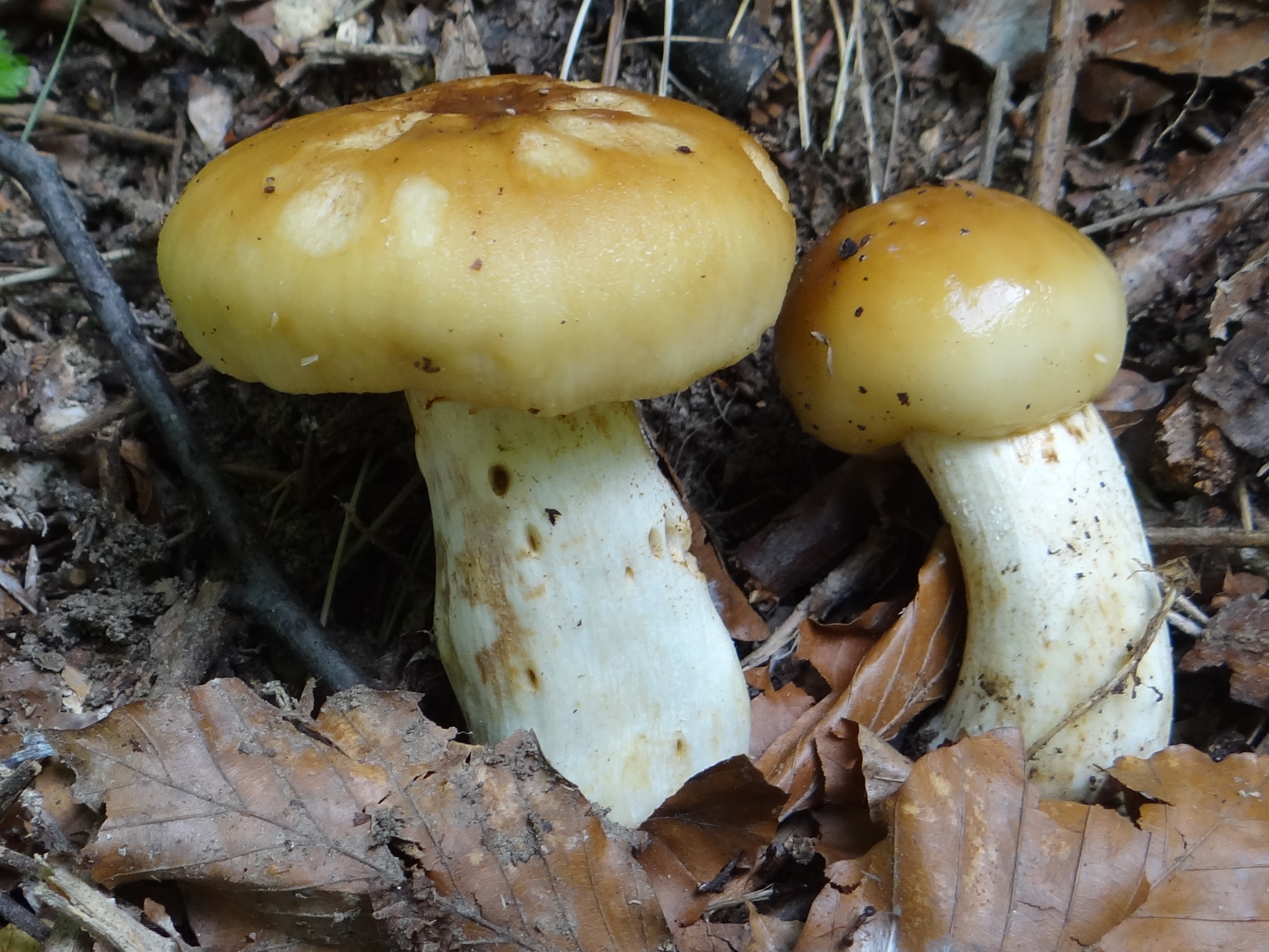
Russula !subfoetens!
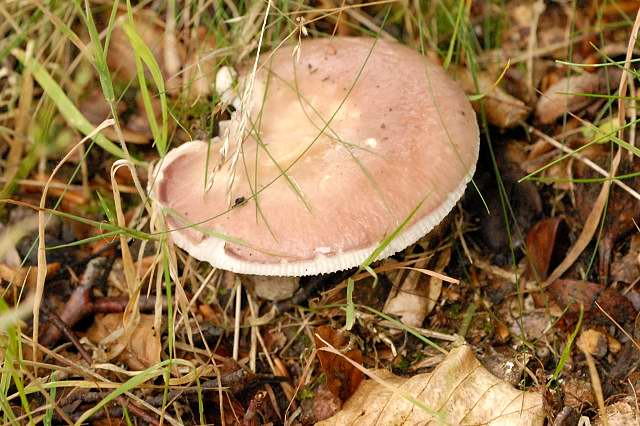
Russula vesca

## Valorificare
Vinețica galbenă nu este astfel de gustoasă ca Russula cyanoxantha (vinețica porumbeilor). Ea este comestibilă cât ciuperca este tânără și cu carnea albă. Se recomandă pregătirea ei în combinație cu alte ciuperci de pădure, după îndepărtarea (posibilă) a lamelelor destul de iute. Ciuperca se poate usca, mai departe se potriveste pentru conservarea în oțet sau ulei.